# Smiltene (novads 2009–2021)
Smiltene (łot.: Smiltenes novads) – jeden z łotewskich novadsów, funkcjonujący w latach 2009–2021.

## Historia
Novads powstało na terenach należących przed 2009 do rejonu Valka.
W skład novadsu wchodziło miasto Smiltene oraz osiem pagastów: Bilska, Blome, Branti, Grundzāle, Launkalne, Palsmane, Smiltene i Variņi. Jego stolicą zostało miasto Smiltene.
Zlikwidowany w ramach reformy administracyjnej 30 czerwca 2021. Wszedł w całości w skład nowego, większego novadsu Smiltene.